# Conference League 1989-1990
La Conference League 1989-1990, conosciuta anche con il nome di GM Vauxhall Conference per motivi di sponsorizzazione, è stata l'11ª edizione del campionato inglese di calcio di quinta divisione.

## Squadre partecipanti
| Squadra                | Città                | Stagione precedente                                             |
| ---------------------- | -------------------- | --------------------------------------------------------------- |
| Altrincham             | Altrincham           | 14º posto in Conference League                                  |
| Barnet                 | Londra (High Barnet) | 8º posto in Conference League                                   |
| Barrow                 | Barrow-in-Furness    | 1º posto in Northern Premier League Premier Division (promosso) |
| Boston United          | Boston               | 3º posto in Conference League                                   |
| Cheltenham Town        | Cheltenham           | 15º posto in Conference League                                  |
| Chorley                | Chorley              | 17º posto in Conference League                                  |
| Darlington             | Darlington           | 24º posto in Fourth Division (retrocesso)                       |
| Enfield                | Londra (Enfield)     | 13º posto in Conference League                                  |
| Farnborough Town       | Farnborough          | 2º posto in Isthmian League Premier Division (promosso)         |
| Fisher Athletic        | Londra               | 18º posto in Conference League                                  |
| Kettering Town         | Kettering            | 2º posto in Conference League                                   |
| Kidderminster Harriers | Kidderminster        | 5º posto in Conference League                                   |
| Macclesfield Town      | Macclesfield         | 7º posto in Conference League                                   |
| Merthyr Tydfil         | Merthyr Tydfil       | 1º posto in Southern League Premier Division (promosso)         |
| Northwich Victoria     | Northwich            | 10º posto in Conference League                                  |
| Runcorn                | Runcorn              | 6º posto in Conference League                                   |
| Stafford Rangers       | Stafford             | 19º posto in Conference League                                  |
| Sutton United          | Londra (Sutton)      | 12º posto in Conference League                                  |
| Telford United         | Telford              | 16º posto in Conference League                                  |
| Welling United         | Londra (Bexley)      | 11º posto in Conference League                                  |
| Wycombe Wanderers      | High Wycombe         | 4º posto in Conference League                                   |
| Yeovil Town            | Yeovil               | 9º posto in Conference League                                   |

## Classifica finale
|  | Pos. | Squadra            | Pt | G  | V  | N  | P  | GF | GS | DR  |
|  | ---- | ------------------ | -- | -- | -- | -- | -- | -- | -- | --- |
|  | 1    | Darlington         | 87 | 42 | 26 | 9  | 7  | 76 | 25 | +51 |
|  | 2    | Barnet             | 85 | 42 | 26 | 7  | 9  | 81 | 41 | +40 |
|  | 3    | Runcorn            | 70 | 42 | 19 | 13 | 10 | 79 | 62 | +17 |
|  | 4    | Macclesfield Town  | 66 | 42 | 17 | 15 | 10 | 56 | 41 | +15 |
|  | 5    | Kettering Town     | 66 | 42 | 18 | 12 | 12 | 66 | 53 | +13 |
|  | 6    | Welling Utd        | 64 | 42 | 18 | 10 | 14 | 62 | 50 | +12 |
|  | 7    | Yeovil Town        | 63 | 42 | 17 | 12 | 13 | 62 | 54 | +8  |
|  | 8    | Sutton Utd         | 63 | 42 | 19 | 6  | 17 | 68 | 64 | +4  |
|  | 9    | Merthyr Tydfil     | 62 | 42 | 16 | 14 | 12 | 67 | 63 | +4  |
|  | 10   | Wycombe            | 61 | 42 | 17 | 10 | 15 | 64 | 56 | +8  |
|  | 11   | Cheltenham Town    | 59 | 42 | 16 | 11 | 15 | 58 | 60 | -2  |
|  | 12   | Telford Utd        | 58 | 42 | 15 | 13 | 14 | 56 | 63 | -7  |
|  | 13   | Kidderminster      | 54 | 42 | 15 | 9  | 18 | 64 | 67 | -3  |
|  | 14   | Barrow             | 52 | 42 | 12 | 16 | 14 | 51 | 67 | -16 |
|  | 15   | Northwich Victoria | 50 | 42 | 15 | 5  | 22 | 51 | 67 | -16 |
|  | 16   | Altrincham         | 49 | 42 | 12 | 13 | 17 | 49 | 48 | +1  |
|  | 17   | Stafford Rangers   | 48 | 42 | 12 | 12 | 18 | 50 | 62 | -12 |
|  | 18   | Boston Utd         | 47 | 42 | 13 | 8  | 21 | 48 | 67 | -19 |
|  | 19   | Fisher Athletic    | 46 | 42 | 13 | 7  | 22 | 55 | 78 | -23 |
|  | 20   | Chorley            | 45 | 42 | 13 | 6  | 23 | 42 | 67 | -25 |
|  | 21   | Farnborough Town   | 42 | 42 | 10 | 12 | 20 | 60 | 73 | -13 |
|  | 22   | Enfield            | 36 | 42 | 10 | 6  | 26 | 52 | 89 | -37 |

Legenda:
      Promosso in Fourth Division 1990-1991.
      Retrocesso in Northern Premier League 1990-1991.
      Retrocesso in Isthmian League 1990-1991.
      Retrocesso in Southern League 1990-1991.
Regolamento:
Tre punti a vittoria, uno a pareggio, zero a sconfitta.
In caso di arrivo di due o più squadre a pari punti, la graduatoria viene stilata secondo i seguenti criteri:
- differenza reti
- maggior numero di gol segnati